# Yuma Asami
Yuma Asami (麻美 ゆま Asami Yuma; Tokyo, 24 marzo 1987) è un'attrice, cantante ed ex attrice pornografica giapponese.

## Biografia
Oltre ai tanti film pornografici, Yuma Asami ha partecipato a diversi pinku eiga. Nel 2006 in Ninja She Devil (妖艶くノ一伝 ～鍔女篇?, Yoen kunoichi den tsubame hen), nel 2008 in Siren X (妖女伝説セイレーンＸ～魔性の誘惑～?, Yojo Densetsu Seiren X – Masho no Yuwaku) e nel 2010 in 新釈 四畳半襖の下張り<未> (Shinshaku: Yojōhan fusuma no shitabari).
Ha anche partecipato ad alcuni dorama. Nel 2006 ha recitato in Shimokita GLORY DAYS (下北GLORY DAYS?, Shimokita Glory Days), insieme a Sora Aoi e Honoka, nel 2007 in Shinjuku swan (新宿スワン 歌舞伎町スカウトサバイバル?, Shinjuku suwan kabukichou sukauto sabaibaru) e nel 2009 in Jōō Virgin (嬢王 Virgin?) insieme a Sora Aoi, Akiho Yoshizawa and Saori Hara. Nel gennaio del 2008 ha pubblicato il suo primo album j-pop.
Nel 2009 il film Double Risky Mosaic, Rio & Yuma (Wギリモザ Rioとゆま?), in cui ha partecipato in coppia con Tina Yuzuki, ha vinto cinque premi agli AV Grand Prix: GrandPrix Highest Award, DVD Sales Award, Sell Shop Award, Best Package Design e Best Featured Actress Video.